# Archambault VIII.
Archambault VIII. (* 1189; † 21. oder 22. Juli 1242 bei Taillebourg) aus der Familie der Herren von Dampierre-sur-l’Aube war Herr von Bourbon-l’Archambault.

## Leben
Er war der älteste Sohn von Guy II. de Dampierre und Mahaut I. de Bourbon, der Erbin von Bourbon und wurde französisch le Grand ‚der Große‘ genannt.
Von König Philipp II. August wurde er 1215 zum königlichen Statthalter in der Auvergne ernannt. Dieses Amt hatte schon sein Vater innegehabt, nachdem der 1213 den Grafen Guido II. von Auvergne unterworfen hatte. Im Jahr 1223 wurde Archambault auch zu einem Connétable der Auvergne ernannt, womit ihm die dortige militärische Führung anvertraut wurde. Nach dem Tod der Mutter nahm deren Namen und das Wappen von Bourbon an. Er war bereits seit dem Tod des Vaters Sire de Bourbon. Er hatte ein beträchtliches Vermögen, obwohl er seinen Brüdern die väterlichen Güter überlassen hatte. Es stammte von seiner Mutter. Durch seine Heiraten vermehrte er seinen Besitz.
Im Jahr 1230 musste er seine Ämter in der Auvergne wieder abgeben, nachdem Graf Wilhelm X. seine Ländereien zurückerhalten hatte und das Kronland in der Auvergne (terre royale d’Auvergne) einem königlichen Seneschall zur Verwaltung anvertraut wurde. Er wurde am 21. oder 22. Juli 1542 in der Schlacht bei Taillebourg getötet. Nach anderen Angaben soll er bereits 1238 in einer Schlacht bei Cognac oder Cognat gefallen sein, als er Alfons von Poitiers den Grafen von Poitou auf einem Feldzug begleitete. Das erscheint wenig wahrscheinlich zu sein, da Alfons erst 1241 Graf von Poitou wurde und auch andere Indizien dagegen sprechen. Sein Leichnam wurde in die Abtei von Bellaigue (Puy-de-Dôme) gebracht, wo er, ebenso wie seine Ehefrau, begraben wurde.

## Familie
Archambault VIII. sollte Vorschlag, deren Bedingungen durch König Philippe II. von Frankreich in einer Urkunde bestätigt wurden 1205 eine Ehe mit Guigone de Forez eingehen. Zugleich wurde in dieser Urkunde auch die Heirat seiner Schwester Philippa mit Guigues IV. vereinbart. Die Ehe mit Guigone kam nicht zustande. 1215 heiratete er Béatrice de Montluçon (lebte noch 1232).
Er hatte mehrere Kinder mit Béatrice de Montluçon:
- Archambault IX. (zwischen 1205 und 1212; † 15. Januar 1249), ⚭ 1228 Yolande von Châtillon († 1254), Gräfin von Nevers, Auxerre und Tonnerre, Tochter von Guido I. Graf von Saint-Pol (Haus Châtillon)
- Guillaume, Herr von Beçai († vor dem 5. Mai 1270) ⚭ 1. Marguerite Dame von Boisrosie; 2. Isàbeau de Courlenay († 1296)
- Guy, Herr von Néry, Dekan der Kathedrale von Rouen
- Dreux de Bourbon, Kanoniker und Ritter der Kirche von Chartres
- Marguerite (* um 1217; † 12./13. April 1258 in Provins), 1253–1256 Regentin von Champagne und Navarra; ⚭ März 1232 Theobald IV. († 1253), Graf von Champagne, 1234 als Theobald I., König von Navarra (Haus Blois)[6]
- Béatrice (Agnès), 1281 bezeugt; ⚭ Béraud VIII. de Mercœur
- Marie (* um 1220, † 24. August 1274), ⚭ 1240 Johann I. Graf von Dreux, Graf von Braine (Haus Frankreich-Dreux)

Archambault VIII. sollte nicht mit Archambault von Bourbon, seinem Großvater mütterlicherseits und Sohn von Archambault VII. verwechselt werden, der für 1171–1220 bezeugt ist, weswegen es in der Zählung hier zu Irritationen kommt. In der Zählung der Herren von Bourbon wird er als Archambaud IX. (1215–1242) geführt.